# Narusa (struga)
Narusa (niem. Narzer Bach) – struga, dopływ Zalewu Wiślanego o długości 13,08 km.

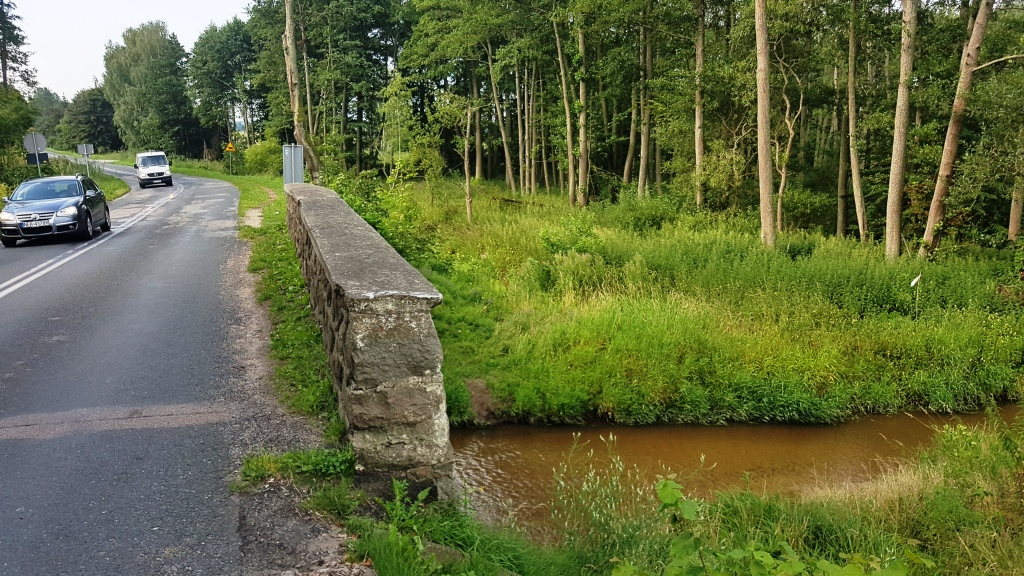
Struga Narusa przepływająca przez osadę Narusa, widok z drogi wojewódzkiej nr 504 Braniewo–Elbląg

Struga płynie na Wysoczyźnie Elbląskiej w gminach Tolkmicko i Frombork. Wypływa na wysokości 105 m n.p.m. na skraju lasu na południe od wsi Pogrodzie. Dalej płynie na północny wschód i uchodzi do Zalewu Wiślanego koło osady Narusa. 
Jej zlewnia zajmuje powierzchnię 57,5 km² i obejmuje obszar rolniczo-leśny. Według przeprowadzonych badań w 1997 roku jej wody odpowiadały III klasie czystości wód, a w latach późniejszych nie odpowiadały normom.
Narusa na długości 15 km stanowiła historyczną granicę pomiędzy Warmią i Pogezanią (ziemią malborską).